# Аккорд (лейбл)
Аккорд — радянський лейбл, який існував з 1957 року по 1964 рік.

## Історія
У серпні 1957 року «Ленінградський завод» (лейбл) було перейменовано на «Аккорд». «Аккорд» існував з цією назвою, допоки не був перейменований у «Ленінградський завод грамплатівок» у зв'язку з заснуванням всесоюзного лейблу «Мелодія».